# Шульгівка (Петриківська селищна громада)
Шу́льгівка — село в Україні, в Петриківській селищній громаді Дніпровського району Дніпропетровської області. Розташоване на березі Кам'янського водосховища, за 35 км на південний схід від центру громади і за 35 км від залізничної станції Кам'янське. Населення — 1 191 особа. До адміністративної реформи — центр Шульгівської сільської ради

## Географія

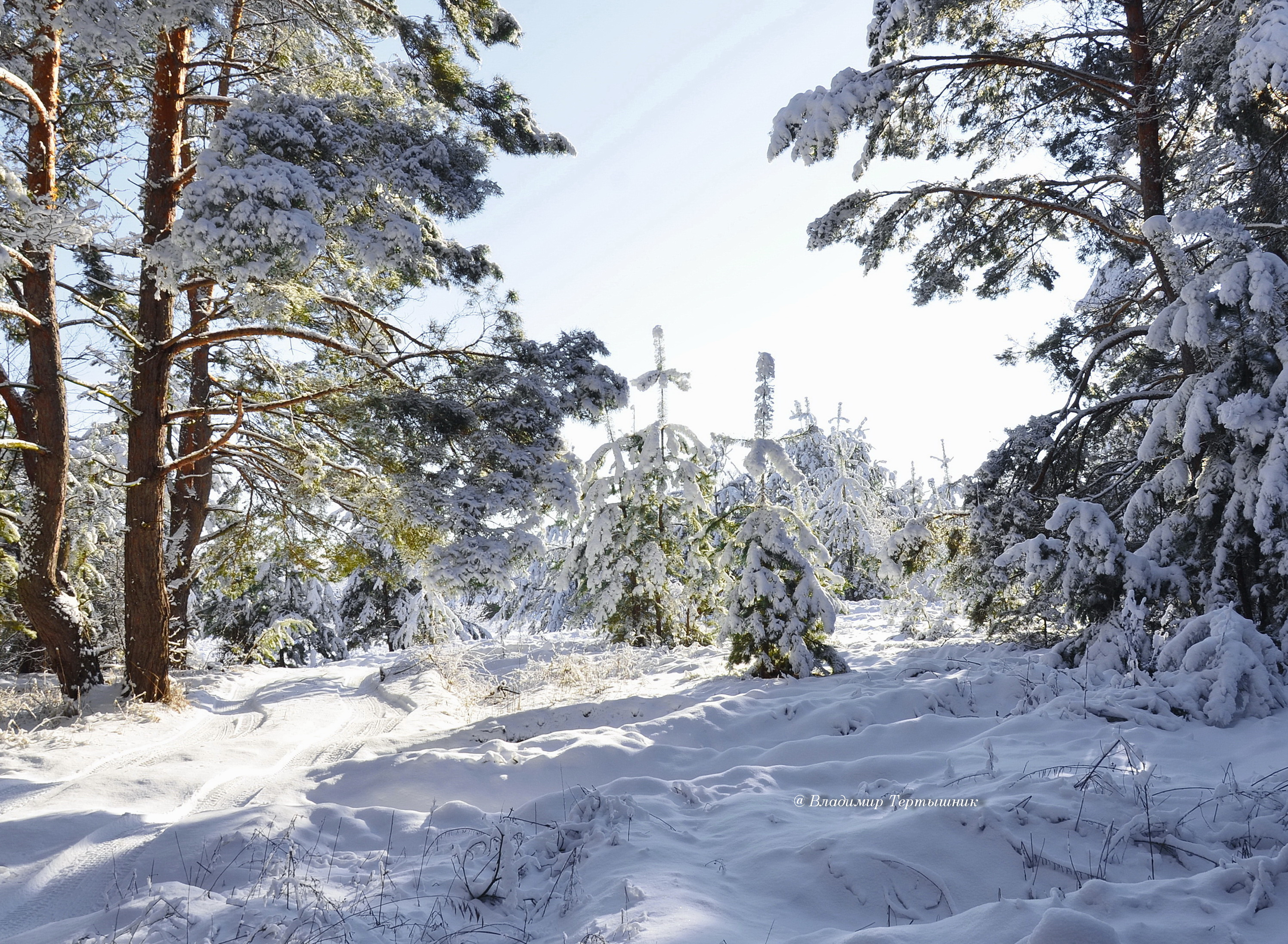
Шульгівські туристичні маршрути

Село Шульгівка знаходиться за 3 км від лівого берега Кам'янського водосховища (річка Дніпро), вище по течії примикає до каналу Дніпро — Донбас, нижче за течією на відстані 2 км розташоване село Судівка. Примикає до села Сорочине. Поруч проходить автомобільна дорога Т 0412.

## Археологія
Поблизу Шульгівки (на березі Дніпра і біля озера П'явковатого) досліджено три поселення епохи ранньої, середньої та пізньої бронзової доби (III-I тисячоліття до н. е.). Знайдено окремі предмети, зброю і прикраси скіфського часу (IV століття до н. е.)..

## Історія
Село засноване в середині XVIII століття запорізькими козаками і входило до Протовчанської паланки. Пізніше стало центром Шульгівської волості Новомосковського повіту Катеринославської губернії. 
Станом на 1886 рік в селі мешкало 3 100 осіб, налічувалось 408 дворів, діяли православна церква, школа, поштова станція, відбувалось два ярмарки на рік.
Радянська влада встановлена в січні 1918 року. Перший комсомольський осередок створено у 1921 році, партійна — у 1924 році. У 1930 році створено перше колективне господарство.
У роки німецько-радянської війни билися з фашистами 762 місцевих жителі, 302 з них нагороджені орденами й медалями, 416 загинули. На братській могилі воїнів, які загинули при визволенні села, встановлено пам'ятник, на честь воїнів-односельчан, які загинули в боротьбі з фашистами, споруджений меморіал. На місці форсування Дніпра радянськими військами встановлені два пам'ятних знаки з найменуванням з'єднань, які воювали тут.
У повоєнний період в селі знаходилася центральна садиба колгоспу «Дружба», за яким було закріплені 5 784 га сільськогосподарських угідь, в тому числі 3 663 га орної землі. Основним напрямком господарства було виробництво зерна і продуктів тваринництва. З допоміжних підприємств працювали три млини, тартак, олійниця, три кузні. Працювали середня школа, амбулаторія, дитячий садок, будинок культури на 150 місць, дві бібліотеки з книжковим фондом понад 16 тисяч примірників, майстерня побутового обслуговування, відділення зв'язку, декілька магазинів.

## Населення

### Мова
Розподіл населення за рідною мовою за даними перепису 2001 року:
| Мова       | Кількість | Відсоток |
| ---------- | --------- | -------- |
| українська | 1158      | 97.23%   |
| російська  | 30        | 2.52%    |
| румунська  | 2         | 0.17%    |
| вірменська | 1         | 0.08%    |
| Усього     | 1191      | 100%     |

## Економіка
- Шульгівське лісництво.
- ТОВ «Фатторія».

## Об'єкти соціальної сфери
- Школа.
- Амбулаторія.

## Відомі люди
Уродженцем села є Кошевський Костянтин Петрович (Шкляр, Скляр) — актор та режисер радянських часів, один з фундаторів та режисер Київського українського драматичного театру ім. І. Я. Франка, заслужений діяч мистецтв Узбецької РСР.